# Малый Хулымъёган
Малый Хулымъёган (устар. Малый Хулым-Юган) — река на юге Приуральского района Ямало-Ненецкого автономного округа. Устье реки находится на 7-м км по правому берегу реки Большой Хулымъёган. Длина реки составляет 35 км.

## Данные водного реестра
По данным государственного водного реестра России относится к Нижнеобскому бассейновому округу, водохозяйственный участок реки — Обь от впадения реки Северная Сосьва до города Салехард, речной подбассейн реки — бассейны притоков Оби ниже впадения Северной Сосьвы. Речной бассейн реки — (Нижняя) Обь от впадения Иртыша.